# Patiala (huyện)
Huyện Patiala là một huyện thuộc bang Punjab, Ấn Độ. Thủ phủ huyện Patiala đóng ở Patiala. Huyện Patiala có diện tích 3627 ki lô mét vuông. Đến thời điểm năm 2001, huyện Patiala có dân số 1839056 người.